# György Kolonics
György Kolonics (ur. 4 czerwca 1972 w Budapeszcie, zm. 15 lipca 2008 tamże), węgierski kajakarz, kanadyjkarz. Czterokrotny medalista olimpijski.
Podczas kariery pływał w różnych osadach, w każdej odnosząc sukcesy. W 1996 w Atlancie zwyciężył w dwójce (wspólnie z Csabą Horváthem), cztery lata później w jedynce. Piętnastokrotnie zostawał mistrzem świata (ostatni raz w 2007 w dwójce) co jest rekordem tej imprezy, łącznie sięgnął po dwadzieścia dziewięć medali. Stawał na podium mistrzostw Europy. Kolonics zmarł na zawał serca podczas treningu - przygotowywał się do igrzysk w Pekinie.